# Campionati svizzeri di ski cross 2023
I Campionati svizzeri di ski cross 2023 si sono svolti a St. Moritz il 26 marzo. Il programma ha incluso sia la gara femminile che la gara maschile. 
Trattandosi di competizioni valide anche ai fini del punteggio FIS, vi hanno partecipato anche sciatori di altre federazioni, senza che questo consentisse loro di concorrere al titolo nazionale svedese.

## Risultati

### Uomini
| Pos. | Atleta               | Nazione  |
| ---- | -------------------- | -------- |
| 1    | Marc Bischoferberger | Svizzera |
| 2    | Joos Berry           | Svizzera |
| 3    | Aiace Smaldore       | Italia   |
| 4    | Tobias Baur          | Svizzera |

### Donne
| Pos. | Atleta            | Nazione  |
| ---- | ----------------- | -------- |
| 1    | Saskja Lack       | Svizzera |
| 2    | Sixtine Cousin    | Svizzera |
| 3    | Talina Gantenbein | Svizzera |
| 4    | Natalie Schaer    | Svizzera |